# El arpa de hierba
El arpa de hierba es una novela del escritor estadounidense Truman Capote publicada en 1951. La novela sirvió de base a una película de 1995, del mismo título, dirigida por Charles Matthau.

## Argumento
La historia comienza con la muerte de la madre de Collin Fenwick, el joven narrador y protagonista. Este hecho le obliga a mudarse a casa de sus dos tías solteronas, Dolly (representante de la candidez y la bondad) y Verena (representante de la frialdad y el orgullo). En ella también vive Catherine, la criada que pese a no tener un trato fácil, mantiene una gran amistad con Dolly. Allí le lleva el padre que muere pronto en un accidente automovilístico intencionado como suicidio al no poder soportar la vida sin su esposa.
Verena, empresaria de gran éxito en el pueblo, se entera de que su hermana elabora una medicina gitana de gran éxito. Verena, sintiendo que da todo lo que necesita a Dolly, y manteniendo así el control, desea obtener la fórmula de la poción de Dolly. Verena elabora un plan a largo plazo en el que invierte una gran cantidad de dinero, contratando a un profesional, el Doctor Ritz, comprando terrenos, maquinaria y recuperando un viejo complejo industrial abandonado.
Cuando intenta completar el plan, Dolly se niega a acceder al plan de la hermana, por lo que discuten y como resultado abandona la casa familiar junto su amiga Catherine, y Collin. La discusión no va más allá de la industria, y Verena tacha a su hermana de incapaz, de necesitarla para su supervivencia. Sin un plan, ni un lugar de huir, van al único lugar que conocen, un casa-árbol situada en el bosque de River. 
Verena, asustada al leer la carta de su hermana llama al Sheriff, que junto a otros hombres del pueblo se dirigen a la casa-árbol. Su intervención será interrumpida por el exjuez Cool, que defiende la actitud de las mujeres y el adolescente. Cool, anciano dotado de razón y sabiduría, considera imprudente abandonar a las mujeres, por temor a algún otro intento por parte del Sheriff que pudiera acabar en desastre.
Riley, un joven maltratado por su madre, y admirado por el personaje de la historia, se une en el transcurso de la noche al grupo.
Esa noche acontece algo especial, el juez quiere compartir un pedazo de su vida secreta con el resto. Personaje a personaje, cuentan lo más íntimo de ellos mismos, compartiendo un momento único que les uniría. A la mañana siguiente, fruto de la conversación el juez Cool, decide pedir a Dolly que se case con él, pero esta no responde, aunque, según su carácter, se muestra afable.
En un segundo intento por parte del Sheriff y su grupo por hacer que Dolly vuelva con su hermana, lo único que logra es detener a Catherine, acabando ésta en prisión.
Mientras tanto, al pueblo ha llegado la hermana Ida, madre de 15 niños de varios padres, no todos "legales". Su forma de ganarse la vida, es a través de difundir la palabra de Dios. Enfurecido el párroco del pueblo al ver que logran más dinero de la limosna que él, le roba el dinero y habla con Verena, contándole que esta mujer está difamando a su hermana y su apellido. Por lo que ésta habla con el Sheriff, para que la Ida sea expulsada de la ciudad. En estos momentos de confusión, el Doctor Ritz, aprovecha para robar dinero a Verena
Ida decide ir a explicar a Dolly que en ningún momento habló de ella o la difamó, y Dolly, al sentir misericordia por ellos, decide compartir su comida, los 47 dólares de los que dispone y el reloj de oro del juez. En estos momentos, se produciría el tercer y último intento del Sheriff por hacer que Dolly volviera con su hermana. Los niños, y hombres se reparten por los árboles, cargados de piedras, a excepción del juez que se enfrenta verbalmente al Sheriff. Fruto de la confusión, comienza el lanzamiento de piedras, que acaba con uno de los hombres del Sheriff disparando por accidente a Riley. En ese momento vuelve la cordura, Dolly habla con su hermana y tras hacerla comprender lo confundida que estaba, decide volver a vivir con ella.
El libro acaba con la accidental muerte de Dolly al golpearse, mientras bailaba con Collin, contra el peldaño de una escalera en la casa, lo que supone un cambio en la vida de todos los que la tenían por una amiga.
Collin termina de relatarnos la historia, citando a su tía con la metáfora que da título a la novela “la pradera es un arpa de hierba, que recopila y cuenta; un arpa de voces que recuerdan una historia. Escuchemos”.

## Personajes
- Collin Fenwick: Joven huérfano de 16 años que se instala en la cabaña del cinamomo. Es el protagonista y el narrador de la novela.
- Dolly Talbo: Una de las tías de Collin. Es una mujer cándida y bonachona que a menudo es tomada por insulsa.
- Verena Talbo: Hermana de Dolly. Representa el antónimo de Dolly, es fría y calculadora, la mujer más rica del pueblo.
- Morris Ritz: Originador del caos de Verena, la corteja y posteriormente se escapa con su dinero.
- Catherine Creek: Criada negra de ambas hermanas, que se instala con Dolly y Collin en la cabaña del árbol tras una discusión. Representa la lucha contra la hipocresía.
- Riley Henderson: Un muchacho amigo de Collin, y también acaba instalándose en la cabaña del árbol.
- Junius Candel: Sheriff del pueblo. Se toma muy en serio la desaparición de Dolly y Collin y organiza una búsqueda masiva para dar con los culpables.
- El Juez Cool: Se le considera como el “libre pensador” de la ciudad. Ayuda a Dolly y a Verena a discutir sus diferencias para hacer las paces. Está considerado como el paradigma de la “sensatez humana” en la sociedad en general, siendo en la novela el que resuelve los conflictos.

## Significado literario y crítica
El periódico estadounidense The New York Herald Tribune describe la novela como “Extraordinaria…dotada de sensibles pinceladas de humor, una agradable calidez humana, (y) una sensibilidad ante el lado positivo de la vida”.[cita requerida] La revista literaria estadounidense The Atlantic Monthly reseñó que “El arpa de hierba atrapa al lector llevándolo a una empatía con los sentimientos del autor acerca de la existencia de una poesía especial (espontaneidad, fascinación y deleite) en las vidas marcadas por el conformismo y el sentido común”.[cita requerida]